# Gelbbrauenspecht
Der Gelbbrauenspecht (Melanerpes cruentatus) ist eine Vogelart aus der Familie der Spechte (Picidae). Diese kleine Spechtart besiedelt große Teile des nördlichen Südamerikas und bewohnt überwiegend den primären tropischen Regenwald, aber auch Sekundärwald und Waldränder bis hin zu Lichtungen mit einzelnen Bäumen. Die überwiegend in den Baumkronen gesuchte Nahrung besteht vorwiegend aus Ameisen und anderen Insekten sowie Früchten. Die Art ist häufig und wird von der IUCN als ungefährdet („least concern“) eingestuft.

## Beschreibung
Gelbbrauenspechte sind kleine Spechte mit langem, zugespitztem und an der Basis recht breitem Schnabel. Der Schnabelfirst ist nach unten gebogen. Die Körperlänge beträgt etwa 19 cm, das Gewicht 48–64 g, sie sind damit deutlich kleiner als ein Buntspecht. Die Art hat zwei Farbmorphen und beide Morphen zeigen bezüglich der Färbung einen deutlichen Geschlechtsdimorphismus.
Mittlerer und unterer Rücken sowie der Bürzel sind weiß, die übrige Oberseite des Rumpfes, der größte Teil des Kopfes, die Oberflügeldecken sowie die Brust sind einfarbig glänzend schwarz. Die Bauchmitte ist rot, die übrige Rumpfunterseite, die Flanken, die Beinbefiederung, die Unterschwanzdecken sowie die Unterflügeldecken sind auf weißem Grund kräftig dunkel quergebändert. Die Schwingen sind schwarz und leicht glänzend mit kurzen weißen Binden auf der Innenfahne, die bei den Handschwingen auf die Federbasis beschränkt sind. Die Schwanzoberseite ist blauschwarz, die mittleren Steuerfedern zeigen meist weiße Flecken auf den Innenfahnen. Die Schwanzunterseite ist bräunlich schwarz.
Der Schnabel ist schwarz, Beine und Zehen sind grau bis rosagrau. Die Iris ist blassgelb.
Alle Morphen und Geschlechter haben einen sehr auffallenden, unbefiederten, breiten weißen bis blassgelben Augenring. Beim Männchen der schwarzköpfigen Morphe (Black headed) ist der Oberkopf im mittleren Bereich rot, beim Weibchen fehlt diese rote Zeichnung und der Kopf ist bis auf den hellen Augenring einfarbig schwarz. Bei der gelbschopfigen Morphe (Yellow tufted) ist der Kopf deutlich bunter. Männchen zeigen eine weiter zum Hinterkopf hin ausgedehnte Rotfärbung des Oberkopfes, einen leuchtend goldgelben Streifen vom Hinterkopf bis zum unteren Nacken sowie einen vor dem Auge beginnenden kräftigen weißen Überaugenstreif, der nach hinten zunehmend gelblicher wird und sich am Hinterhals mit dem gelben Nackenstreif verbindet. Auch den Weibchen dieser Morphe fehlt die rote Oberkopffärbung, der Nackenstreif ist kürzer und blasser gelb. Neben diesen beiden Morphen kommen auch intermediäre Exemplare vor.

## Verbreitung und Lebensraum

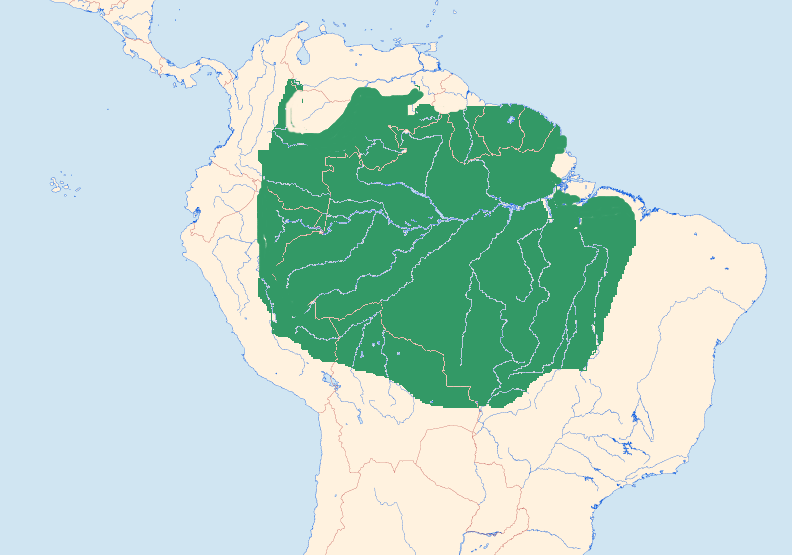
Verbreitungsgebiet des Gelbbrauenspechtes

Gelbbrauenspechte bewohnen große Teile des nördlichen Südamerikas. Das Verbreitungsgebiet reicht in West-Ost-Richtung vom Osten Kolumbiens bis in den zentralen Norden Brasiliens, in Nord-Süd-Richtung von Guyana und Französisch-Guayana bis in den Osten von Peru und Ecuador, in den Norden und Osten von Bolivien und bis in die brasilianischen Bundesstaaten Mato Grosso und Pará.
Die Art besiedelt dort überwiegend den tropischen Regenwald, aber auch Sekundärwald und Waldränder bis hin zu Lichtungen mit einzelnen Bäumen. Wichtige Habitatelemente sind offenbar große abgestorbene Bäume. Die Tiere kommen bis in 1200 m Höhe vor.

## Systematik
Heute werden keine Unterarten mehr anerkannt. Die beiden Farbmorphen wurden früher für getrennte Arten gehalten, brüten jedoch ohne Einschränkung frei miteinander.

## Ernährung
Die Nahrung wird überwiegend in den Baumkronen gesucht, vor allem in den oberen Bereichen toter Bäume. Diese Spechte fressen vorwiegend Ameisen und andere Insekten sowie Früchte, seltener auch andere Arthropoden wie Spinnen und Hundertfüßer. Die Nahrung wird überwiegend von Stämmen, Ästen, Zweigen und Blättern abgelesen, in den Abendstunden fangen die Tiere auch Fluginsekten vom Ansitz aus.

## Fortpflanzung
Gelbbrauenspechte leben und brüten in Paaren oder Gruppen aus 3 bis 5, gelegentlich bis zu 12 Individuen; das offenbar komplexe Sozialsystem der Art ist bisher kaum erforscht. Die Tiere brüten anscheinend fast ganzjährig, Brutaktivitäten wurden von Dezember bis September beobachtet. Die Höhlen werden in toten Bäumen und großen Baumstümpfen angelegt, häufig sind mehrere Nisthöhlen dicht benachbart. Genaue Angaben zur Gelegegröße und zur Brutzeit liegen offenbar nicht vor. Die Nestlinge werden von Einzeltieren oder der gesamten Gruppe gefüttert, so dass einzelne adulte Tiere als Helfer bis zu drei verschiedene Bruten versorgen.

## Bestand und Gefährdung
Angaben zur Größe des Weltbestandes gibt es nicht, die Art ist jedoch häufig. Sie wird von der IUCN insgesamt als ungefährdet („least concern“) eingestuft.